# Räuspern
Der Begriff Räuspern (von mittelhochdeutsch riuspern = (im Halse) kratzen) bezeichnet das willkürliche oder reflexartige, mehrfache starke Ausstoßen von Luft durch die geschlossenen Stimmlippen. Die Stimmbänder vibrieren, es entsteht ein dem Husten ähnlicher Klang. Die meisten Menschen räuspern sich, um (vermeintliche) Fremdkörper aus dem Kehlkopfbereich zu entfernen oder auf sich aufmerksam zu machen. Räuspern stellt eine weitaus größere mechanische Belastung für die Stimmbänder dar als Husten. Im Rundfunk wird eine Räuspertaste verwendet, um Räuspern und andere Körpergeräusche kurzzeitig stummzuschalten.

## Reflexmechanismus

Stimmlippe beim Blick in den Kehlkopf

Räuspern beruht auf denselben Reflexmechanismen wie Husten. Gelangt ein Fremdkörper, etwa ein Staubkorn, in die Atemwege, kontrahiert die Kehlkopfmuskulatur sofort und bringt die Stimmbänder zusammen. Die Stimmlippen sind geschlossen. Dieser Vorgang führt zum reflexartigen Husten- oder Räusperreiz. Das Zwerchfell kontrahiert und verlagert seine Position nach unten, wie beim Einatmen. Die Lunge folgt der Bewegung des Zwerchfells, dehnt sich aus und saugt Luft von außen ein. Jetzt verschließt der Kehldeckel die Luftröhre. Die Bauchmuskeln kontrahieren, wodurch das Zwerchfell nach oben gedrückt wird. Durch einen Überdruck im Brustraum wird das Ausatmen erzwungen. Die Luft zwängt sich durch die geschlossenen Stimmlippen nach draußen. Der Luftstrom, der Geschwindigkeiten von 120 km/h erreichen kann, befördert Fremdkörper nach oben in den Rachen. Die starke Kraft, mit der die Stimmlippen auseinander gepresst werden, schädigt die Schleimhaut. Aufgrund der Mikroverletzungen wird vermehrt Schleim gebildet.

## Pathologischer Räusperzwang
Gelegentliches Räuspern stellt kein Krankheitssymptom dar, tritt das Räuspern allerdings sehr oft bis ständig auf, ist eine pathologische Ursache zu vermuten.

### Auswahl möglicher organischer Ursachen
- Asthma: Unter Asthma versteht man eine dauerhafte Entzündung der Bronchialschleimhaut, was in einer Überempfindlichkeit der Atemwege resultiert. Dies führt zur Anschwellung der Atemwege und übermäßiger Sekretproduktion, welche die Bronchien verengt.[3] Asthma wird besonders oft im Kindesalter diagnostiziert. Als typische Symptome gelten: häufiger Husten- und Räusperzwang, erschwerte Ausatmung, pfeifende Atemgeräusche, akute Luftnot (Dyspnoe), Engegefühl der Brust.
- Sinubronchiales Syndrom: Beim sinubronchialen Syndrom, auch Postnasal-Drip-Syndrom genannt, sind die oberen und unteren Atemwege erkrankt. Meist entwickelt sich das Syndrom aus einem Schnupfen. In Nasenneben- und Stirnhöhlen wird vermehrt Schleim gebildet, der besonders im Liegen in die unteren Atemwege gelangt. Hier reizt der heruntertropfende Schleim die Schleimhaut des Schlundrachens. Neben häufigem Räuspern ist auch Reizhusten ein übliches Symptom des sinubronchialen Syndroms.
- Refluxkrankheit: Der gastroösophageale Reflux bezeichnet den Rückfluss von Speisebrei aus dem Magen zurück in die Speiseröhre (Ösophagus). Wesentliche Bestandteile dieses Magensekretes sind Magensäure und Pepsin. Die Magensäure kann die Ösophagusschleimhäute reizen (stiller Reflux) oder entzünden (Refluxösophagitis). Die Symptome beider Varianten sind gleich und äußern sich besonders im Liegen. Neben Sodbrennen beinhalten sie: Stimmprobleme und Heiserkeit, Kloßgefühl im Hals (Globussyndrom), chronischer Reizhusten sowie häufiges Räuspern.  Meist beruht der Reflux auf einer Cardiainsuffizienz oder einer axialen Hiatushernie. Es wird vermutet, dass in den westlichen Industrienationen jeder zehnte von gastroösophagealer Refluxkrankheit betroffen ist.[4]
- Schilddrüsenunterfunktion: Die Schilddrüse produziert die beiden jodhaltigen Schilddrüsenhormone Trijodthyronin (T3) und Thyroxin (T4). Sie regen im Körper die meisten Stoffwechselprozesse an. 40 Prozent der Deutschen nehmen zu wenig Jod zu sich.[5] Aufgrund des ernährungsbedingten Jodmangels, vergrößert sich die Schilddrüse, um mehr Jod filtern zu können. Dies ist bei rund einem Fünftel (18,7 %) der Deutschen der Fall.[6] Sobald die Vergrößerung sichtbar, tastbar oder messbar ist, wird das Krankheitsbild Struma oder Kropf genannt. Je nach Größe werden Luftröhre, Halsgefäße und Speiseröhre mechanisch verengt. Dies kann zu Schluckbeschwerden und Luftnot und damit verbunden, zu vermehrtem Räuspern führen.
- Zysten: Die Bezeichnung „einen Frosch im Hals haben“ geht ursprünglich auf die Ranula (lat. für „Fröschlein“) zurück, eine Zyste, die durch einen Verschluss des Ausführgangs der Unterzungenspeicheldrüse entsteht.[7] Je größer die Ranula, desto wahrscheinlicher sind Schluck-, Sprech- und Atembeschwerden. Chronischer Räusperzwang ist bei einer Ranula eher selten, bei Zysten im Hals- und Rachenraum allerdings ein häufiges Symptom.
- Kehlkopfkrebs: Kehlkopfkarzinome werden in glottische, supraglottische und subglottische Karzinome unterteilt. Bei Karzinomen im Bereich der Glottis ist anhaltende Heiserkeit charakteristisch. Zusätzliche Symptome sind ein kratzender Hals, Räusperzwang und chronischer Husten.[8] In Deutschland liegt die Inzidenzrate bei 6,5/100 000 für Männer und 0,7/100 000 für Frauen.[9]